# Maria Lacerda de Moura
Maria Lacerda de Moura   (Manhuaçu, 16 de maig de 1897 - Rio de Janeiro, 20 de març de 1945) fou una anarquista individualista i feminista, activista dels mitjans polítics, literaris i culturals brasilers, escriptora polèmica, oradora prestigiosa de les primeres dècades del segle xx.

## Biografia
Es llicencia en l'Escola Normal de Barbacena al 1904; s'interessa per les idees anticlericals i pedagògiques dels anarquistes, especialment les de Francesc Ferrer Guàrdia, afusellat pel govern espanyol el 1909.
Després se n'anà a viure a São Paulo des d'on va escriure molts articles i llibres criticant la moral sexual burgesa, denunciant l'opressió sexista contra les dones, riques o pobres. Entre els temes triats per l'escriptora, ens trobem l'educació sexual de les joves, la virginitat, l'amor lliure, el dret al plaer sexual, el divorci, la maternitat conscient i la prostitució, assumptes poc enraonats per les dones de la seua època.
Va publicar articles en alguns periòdics, sobretot en la premsa anarquista brasilera, argentina, uruguaiana i espanyola, i llançà al 1923 la revista Renascença, especialitzada en qüestions sobre la formació intel·lectual i moral de les dones. També publicà diversos assaigs, com ara: Em torno da educação (1918); A mulher moderna e o seu paper na sociedade atual (1923); Religião do Amor e da Beleza (1926); Han Ryner e o amor plural (1928); Amai e não vós multipliqueis (1932); A mulher é uma degenerada? (1932) i Fascismo: filho dileto da Igreja i do Capital (s/d).
Es considera una de les pioneres del feminisme a Brasil; fundà el 1921 la Federació Internacional Feminista. Anarquista i feminista, també s'uní als moviments obrers i sindicals de la seua època.
Entre 1928 i 1937, formà part d'una comunitat a Guararema (una comuna anarquista formada per pensadors i exiliats) corresponent al període més intens de la seua activitat intel·lectual. Descrigué l'experiència d'aquesta època així: «lliure d'escoles, lliure d'esglésies, lliure de dogmes, lliure d'acadèmies, lliure de crosses, lliure de prejudicis governamentals, religiosos i socials». A causa del govern repressiu de Getúlio Vargas hagueren d'abandonar la comunitat i ella se n'anà a Rio de Janeiro, on es dedicà a la locució radial i a diverses activitats fins a la seua mort.

## Treballs seleccionats
- "La fraternitat en l'escola" (1922)
- "La dona actual i el seu paper en la societat" (1923)
- "La dona és una degenerada?" (1924)
- "Religió de l'amor i la bellesa" (1926)
- "Estimeu-vos i no us multipliqueu" (1931)
- "Han Ryner i l'amor no plural" (1933)